# Milabad
Milabad è un comune dell'Azerbaigian situato nel distretto di Beyləqan. Conta una popolazione di 2 196 abitanti.